# سیمون پاتاکیولا
سیمون پاتاکیولا (انگلیسی: Simone Patacchiola؛ زادهٔ ۱۰ فوریهٔ ۱۹۹۱) بازیکن فوتبال اهل ایتالیا است.
از باشگاه‌هایی که در آن بازی کرده‌است می‌توان به باشگاه فوتبال سمپدوریا و باشگاه فوتبال آلساندریا اشاره کرد.